# Hội thi Tin học trẻ Toàn quốc
Hội thi Tin học trẻ toàn quốc (từ năm 1995 - 2007 là Hội thi Tin học trẻ không chuyên toàn quốc) là kì thi tin học thường niên dành cho các học sinh tiểu học, trung học cơ sở, trung học phổ thông Việt Nam đã đoạt giải cao qua các kỳ tuyển chọn ở các tỉnh, thành phố và các ngành (từ trước năm 2013) như Hàng không, Công an, Bưu điện (Bưu chính - Viễn thông, VNPT).
Nội dung chương trình từ năm 2017 bao gồm: phần thi kỹ năng và phần thi sản phẩm sáng tạo (phần mềm, phần cứng, sản phẩm tích hợp). Trải qua 31 năm hình thành và phát triển, hội thi đã tỏ ra là một trong những sân chơi tích cực và hiệu quả đối với tầng lớp học sinh trên cả nước. Được đông đảo học sinh, giáo viên hưởng ứng.

## Ban Chỉ đạo
- Trung ương Đoàn Thanh niên Cộng sản Hồ Chí Minh
- Bộ Khoa học và Công nghệ
- Bộ Giáo dục và Đào tạo
- Bộ Thông tin và Truyền thông
- Đài Truyền hình Việt Nam
- Hội Tin học Việt Nam

## Ban Tổ chức
Thường trực: Trung tâm Phát triển Khoa học, Công nghệ và Tài năng trẻ. (CYTAST)

## Các bảng
| Cấp học                    | Phần thi | Phần thi                             | Các phần thi không còn            | Các phần thi không còn            |
| Cấp học                    | Kỹ năng  | Phần mềm sáng tạo/ Sản phẩm sáng tạo | Các phần thi không còn            | Các phần thi không còn            |
| -------------------------- | -------- | ------------------------------------ | --------------------------------- | --------------------------------- |
| Tiểu học                   | Bảng A   | Bảng D1                              |                                   |                                   |
| Trung học cơ sở            | Bảng B   | Bảng D2                              |                                   |                                   |
| Trung học phổ thông chuyên | Bảng C1  | Bảng D3                              | Bảng E (khối chuyên, 2001 - 2014) | Bảng E (khối chuyên, 2001 - 2014) |
| Trung học phổ thông        | Bảng C2  | Bảng D3                              |                                   | Bảng E3 (2014 - 2016)             |

## Đối tượng dự thi
Thí sinh tham gia Hội thi là học sinh tiểu học, trung học cơ sở (THCS), trung học phổ thông (THPT) hoặc công dân Việt Nam trong độ tuổi tương đương với các cấp học từ tiểu học tới THPT trên toàn quốc. Trong đó: 
- Thí sinh đã đạt giải Nhất Hội thi Tin học trẻ toàn quốc chỉ được tham gia thi ở cấp học cao hơn.
- Thí sinh là học sinh khối không chuyên có thể đăng ký tham gia khối chuyên. Thí sinh có thể đăng ký thi vượt cấp học.

## Các lần tổ chức
| Lần thứ | Năm tổ chức     | Địa điểm tổ chức                                                    | Địa điểm tổ chức         | Số đơn vị | Số thí sinh |
| Lần thứ | Năm tổ chức     | Trường                                                              | Thành phố (tỉnh)         | Số đơn vị | Số thí sinh |
| ------- | --------------- | ------------------------------------------------------------------- | ------------------------ | --------- | ----------- |
| I       | 1995            | Trường Đại học Bách khoa Hà Nội                                     | Hà Nội                   | 27        | 84          |
| II      | 1996            | Trường Đại học Bách khoa Hà Nội                                     | Hà Nội                   | 32        | 98          |
| III     | 1997            | Trường Đại học Bách khoa Hà Nội                                     | Hà Nội                   | 34        | 105         |
| IV      | 1998            | Trường Đại học Khoa học Tự nhiên - Đại học Quốc gia Hà Nội          | Hà Nội                   | 41        | 120         |
| V       | 1999            | Trường Đại học Bách khoa - Đại học Quốc gia Tp. Hồ Chí Minh         | Tp. Hồ Chí Minh          | 45        | 137         |
| VI      | 2000            | Trường Đại học Bách khoa Hà Nội                                     | Hà Nội                   | 42        | 126         |
| VII     | 2001            | Đại học Quốc gia Hà Nội                                             | Hà Nội                   | 48        | 142         |
| VIII    | 2002            | Trường Đại học Bách khoa Hà Nội                                     | Hà Nội                   | 49        | 154         |
| IX      | 28 - 31/7/2003  | Trung tâm Công nghệ phần mềm Đà Nẵng                                | Đà Nẵng                  | 50        | 159         |
| X       | 15 - 18/8/2004  | Trường Đại học Bách khoa Hà Nội                                     | Hà Nội                   | 55        | 210         |
| XI      | 3 - 6/8/2005    | Đại học Quốc gia Hà Nội                                             | Hà Nội                   | 53        | 193         |
| XII     | 2 - 5/8/2006    | Trường Đại học Nha Trang                                            | Nha Trang (Khánh Hòa)    | 53        | 186         |
| XIII    | 1 - 4/8/2007    | Trường Đại học Cần Thơ                                              | Cần Thơ                  | 49        | 183         |
| XIV     | 29 - 31/7/2008  | Trường Trung học phổ thông Chuyên Lê Quý Đôn, Đà Nẵng               | Đà Nẵng                  | 51        | 192         |
| XV      | 28 - 30/7/2009  | Trường Đại học Bách khoa Hà Nội                                     | Hà Nội                   | 52        | 222         |
| XVI     | 2 - 4/8/2010    | Đại học Huế                                                         | Huế (Thừa Thiên Huế)     | 50        | 214         |
| XVII    | 2 - 4/8/2011    | Trường Đại học Khoa học Tự nhiên - Đại học Quốc gia Tp. Hồ Chí Minh | Tp. Hồ Chí Minh          | 52        | 231         |
| XVIII   | 1 - 3/8/2012    | Trường Đại học Đà Lạt                                               | Đà Lạt (Lâm Đồng)        | 51        | 232         |
| XIX     | 31/7 - 2/8/2013 | Trường Đại học Sư phạm Kỹ thuật Vinh                                | Vinh (Nghệ An)           | 51        | 224         |
| XX      | 8 - 10/8/2014   | Trường Đại học Sư phạm Hà Nội                                       | Hà Nội                   | 50        | 239         |
| XXI     | 30/7 - 1/8/2015 | Trường Đại học Thủ Dầu Một                                          | Thủ Dầu Một (Bình Dương) | 49        | 249         |
| XXII    | 6 - 8/8/2016    | Trường Đại học Quy Nhơn                                             | Quy Nhơn (Bình Định)     | 47        | 247         |
| XXIII   | 28 - 30/7/2017  | Trường THPT Chuyên Bắc Ninh                                         | Bắc Ninh (Bắc Ninh)      | 49        | 252         |
| XXIV    | 8-10/8/2018     | Trường THPT Chuyên Lê Quý Đôn                                       | Vũng Tàu (BRVT)          | 51        | 257         |
| XXV     | 16-18/7/2019    | Trường Đại học Quảng Bình                                           | Đồng Hới (Quảng Bình)    | 51        | 257         |
| XXVI    | 7-10/11/2020    | Trường THPT Chuyên Phan Ngọc Hiến                                   | TP.Cà Mau (Cà Mau)       | 30        | 198         |
| XXVII   |                 | Trực tuyến                                                          | Trực tuyến               |           |             |
| XXVIII  |                 | Trường Đại học Quảng Nam                                            | Quảng Nam                |           |             |
| XXIX    | 2-4/8/2023      | Trường THPT Hòn Gai                                                 | Quảng Ninh               | 48        | 166         |
| XXX     |                 | Đại học Bách khoa Hà Nội                                            | Hà Nội                   |           |             |

## Gương mặt tiêu biểu
| STT | Họ và tên               | Ngày sinh  | Đơn vị                 | Năm  | Bảng | Giải | Công tác, thành tích khác |
| --- | ----------------------- | ---------- | ---------------------- | ---- | ---- | ---- | --- |
| 1   | Nguyễn Lê Huy           | 19/09/1986 | Hà Nội                 | 2000 | B    | Nhất | Giải Ba hội thi Tin học trẻ Không chuyên Thành phố Hà Nội (1999), giải Nhất (2000 và 2001) Huy chương Vàng Olympic Tin học Quốc tế lần thứ 15 (lớp 11) Cá nhân tiêu biểu của Đại hội Thi đua Thành phố Hà Nội (2005) Siêu cúp vàng của cuộc thi Olympic Tin học (2005) Tiến sỹ ICT Giảng viên Đại học Princeton, Hoa Kỳ |
| 1   | Nguyễn Lê Huy           | 19/09/1986 | Hà Nội                 | 2001 | C    | Nhất | Giải Ba hội thi Tin học trẻ Không chuyên Thành phố Hà Nội (1999), giải Nhất (2000 và 2001) Huy chương Vàng Olympic Tin học Quốc tế lần thứ 15 (lớp 11) Cá nhân tiêu biểu của Đại hội Thi đua Thành phố Hà Nội (2005) Siêu cúp vàng của cuộc thi Olympic Tin học (2005) Tiến sỹ ICT Giảng viên Đại học Princeton, Hoa Kỳ |
| 2   | Hà Quang Bách           | 03/09/1984 | Hà Nội                 | 1995 | A    | Ba   | Tiến sỹ ICT Trưởng nhóm Microsoft thung lũng SiliconPhD |
| 2   | Hà Quang Bách           | 03/09/1984 | Hà Nội                 | 1995 | D1   | Nhì  | Tiến sỹ ICT Trưởng nhóm Microsoft thung lũng SiliconPhD |
| 3   | Đinh Mạnh Đạt           | 07/09/1984 | Ninh Bình              | 2002 | E    | Ba   | Giải Nhì HSG Quốc gia môn Toán (lớp 11) Giải Nhì HSG Quốc gia môn Tin học (lớp 12) Các giải Nhất, Nhì HSG cấp Tỉnh môn Toán từ lớp 4-12 Giải thưởng Nhân tài Đất Việt năm 2012 Phó chủ tịch Hội đồng quản trị Công ty Cổ phần Phần mềm Quảng Ích Chủ tịch Hội đồng quản trị Công ty Cổ phần Tập đoàn MDC |
| 4   | Trần Lê Hùng            | 04/04/1988 | Kon Tum                | 2002 | B    | Ba   | Làm việc tại Google Thuỵ Sĩ |
| 4   | Trần Lê Hùng            | 04/04/1988 | Kon Tum                | 2004 | C    | Nhất | Làm việc tại Google Thuỵ Sĩ |
| 5   | Lê Yên Thanh            | 13/02/1994 | An Giang               | 2011 | D3   | Nhì  | Giải nhất HSG Quốc gia môn Tin học (lớp 12), giải Ba (lớp 11) HCV Olympic 30/4 môn Tin học (lớp 11), HCB (lớp 10) Giải nhất Tin học trẻ tỉnh An Giang Giải thưởng Hoa trạng nguyên (lớp 12) Giải nhất khu vực Châu Á cuộc thi lập trình sinh viên Quốc tế ACM/ICPC (2013), giải Nhì (2012) Đại diện Việt Nam tham dự chung kết thế giới cuộc thi lập trình sinh viên quốc tế ACM/ICPC (2014) Cup Vàng, khối thi Siêu cup, Olympic Tin học Việt Nam (2012) Giải nhất Olympic Tin học sinh viên ĐH Khoa học tự nhiên TP HCM Giải nhất Tin học trẻ TP HCM (2013) Giải thưởng Quả cầu vàng (2013) |
| 5   | Lê Yên Thanh            | 13/02/1994 | An Giang               | 2012 | C    | Ba   | Giải nhất HSG Quốc gia môn Tin học (lớp 12), giải Ba (lớp 11) HCV Olympic 30/4 môn Tin học (lớp 11), HCB (lớp 10) Giải nhất Tin học trẻ tỉnh An Giang Giải thưởng Hoa trạng nguyên (lớp 12) Giải nhất khu vực Châu Á cuộc thi lập trình sinh viên Quốc tế ACM/ICPC (2013), giải Nhì (2012) Đại diện Việt Nam tham dự chung kết thế giới cuộc thi lập trình sinh viên quốc tế ACM/ICPC (2014) Cup Vàng, khối thi Siêu cup, Olympic Tin học Việt Nam (2012) Giải nhất Olympic Tin học sinh viên ĐH Khoa học tự nhiên TP HCM Giải nhất Tin học trẻ TP HCM (2013) Giải thưởng Quả cầu vàng (2013) |
| 6   | Phan Vĩnh Long          | 14/02/1985 | Hà Nội                 | 1999 | B    | Nhì  | 2 giải nhất Toán quận Đống Đa (cấp 1) Giải Ba Tin thành phố HN (cấp 2) Giải Nhất Tin thành phố HN (cấp 3) Giải Ba Tin học Quốc gia (cấp 3) |
| 6   | Phan Vĩnh Long          | 14/02/1985 | Hà Nội                 | 2000 | D3   | Nhì  | 2 giải nhất Toán quận Đống Đa (cấp 1) Giải Ba Tin thành phố HN (cấp 2) Giải Nhất Tin thành phố HN (cấp 3) Giải Ba Tin học Quốc gia (cấp 3) |
| 6   | Phan Vĩnh Long          | 14/02/1985 | Hà Nội                 | 2001 | E    | Ba   | 2 giải nhất Toán quận Đống Đa (cấp 1) Giải Ba Tin thành phố HN (cấp 2) Giải Nhất Tin thành phố HN (cấp 3) Giải Ba Tin học Quốc gia (cấp 3) |
| 6   | Phan Vĩnh Long          | 14/02/1985 | Hà Nội                 | 2002 | E    | Nhất | 2 giải nhất Toán quận Đống Đa (cấp 1) Giải Ba Tin thành phố HN (cấp 2) Giải Nhất Tin thành phố HN (cấp 3) Giải Ba Tin học Quốc gia (cấp 3) |
| 7   | Đỗ Quang Anh            | 07/04/1989 | Hà Nội                 | 2005 | C    | Nhất | Giải Ba cuộc thi Học Sinh Giỏi - TP Hà Nội môn Hoá Học (2003) Giải Nhất cuộc thi Học Sinh Giỏi - TP Hà Nội môn Hoá Học (2004) Giải Khuyến Khích hội thi Tin Học Trẻ Không Chuyên - TP Hà Nội (2004) Giải Nhất hội thi Tin Học Trẻ Không Chuyên - TP Hà Nội (2005) Kỹ sư bảo mật & an ninh mạng, trưởng nhóm phát triển phần mềm - làm việc tại Comodo Cybersecurity USA (www.comodo.com) |
| 8   | Nguyễn Khánh Ánh Hoàng  | 31/01/1992 | Tp. Hồ Chí Minh        | 2003 | A    | Nhất | Giải Nhất Hội thi Sáng tạo Khoa học - Kỹ thuật TPHCM (2003) Giải Nhì Hội thi Sáng tạo Khoa học - Kỹ thuật toàn quốc (2003) Giải Nhất cuộc thi Khoa học - Kỹ thuật truyền thông Châu Á - Thái Bình Dương (2003) Giải Ba trong cuộc thi Tin học trẻ không chuyên TPHCM (2003) Giải Ba Hội thi Sáng tạo Khoa học - Kỹ thuật Quốc tế ở Hàn Quốc (2004) Giải Đặc biệt cuộc thi Sáng tạo dành cho Thanh thiếu niên, Nhi đồng Toàn quốc (2005) HCV của WIPO - Tổ chức Sở hữu Trí tuệ Thế giới |
| 8   | Nguyễn Khánh Ánh Hoàng  | 31/01/1992 | Tp. Hồ Chí Minh        | 2003 | D1   | Nhì  | Giải Nhất Hội thi Sáng tạo Khoa học - Kỹ thuật TPHCM (2003) Giải Nhì Hội thi Sáng tạo Khoa học - Kỹ thuật toàn quốc (2003) Giải Nhất cuộc thi Khoa học - Kỹ thuật truyền thông Châu Á - Thái Bình Dương (2003) Giải Ba trong cuộc thi Tin học trẻ không chuyên TPHCM (2003) Giải Ba Hội thi Sáng tạo Khoa học - Kỹ thuật Quốc tế ở Hàn Quốc (2004) Giải Đặc biệt cuộc thi Sáng tạo dành cho Thanh thiếu niên, Nhi đồng Toàn quốc (2005) HCV của WIPO - Tổ chức Sở hữu Trí tuệ Thế giới |
| 9   | Phạm Tuấn Vũ            | 10/07/1989 | Tp. Hồ Chí Minh        | 2004 | B    | Nhất | Giải III kì thi học sinh giỏi TP môn Tin học (2006) Giải I kì thi học sinh giỏi TP môn Tin học (2007) Giải II cuộc thi lập trình ACM ICPC khu vực Châu Á, Đà Nẵng, Việt Nam (2007) Giải ba Khối Siêu cúp cuộc thi Olympic tin học sinh viên toàn quốc (2007) Giải I cuộc thi lập trình ACM ICPC khu vực Châu Á (2008) Cúp vàng Khối Siêu cúp cuộc thi Olympic tin học sinh viên toàn quốc (2008) Hạng II và III cuộc thi lập trình ACM ICPC khu vực Châu Á Thái Bình Dương, Manila, Philippines (2009) Giải nhất cuộc thi lập trình ACM ICPC vòng thi quốc gia (2009) Cúp đồng Khối Siêu cúp cuộc thi Olympic tin học sinh viên toàn quốc (2009) Điển hình Thanh niên tiêu biểu làm theo lời Bác toàn quốc (2009) Tài năng trẻ tiêu biểu tại Đại hội Tài năng Trẻ toàn quốc (2009) Huy hiệu Tuổi trẻ sáng tạo do TW Đoàn trao tặng, danh hiệu Tuổi trẻ sáng tạo TPHCM, giai đoạn 2006-2009 Hạng 4 và hạng 5 cuộc thi lập trình ACM ICPC khu vực châu Á Thái Bình Dương (2010) Điển hình Thanh niên tiên tiến làm theo lời Bác TP (2010) Cá nhân điển hình thực hiện tốt CVĐ Học tập và làm theo tấm gương đạo đức Hồ Chí Minh (Hội nghị TK 3 năm thực hiện CVĐ của TP) Đại biểu chính thức tham dự Đại hội Thi đua yêu nước toàn quốc (2010) Quả cầu vàng Công nghệ thông tin do Thủ tướng chính phủ trao tặng |
| 9   | Phạm Tuấn Vũ            | 10/07/1989 | Tp. Hồ Chí Minh        | 2004 | D2   | Ba   | Giải III kì thi học sinh giỏi TP môn Tin học (2006) Giải I kì thi học sinh giỏi TP môn Tin học (2007) Giải II cuộc thi lập trình ACM ICPC khu vực Châu Á, Đà Nẵng, Việt Nam (2007) Giải ba Khối Siêu cúp cuộc thi Olympic tin học sinh viên toàn quốc (2007) Giải I cuộc thi lập trình ACM ICPC khu vực Châu Á (2008) Cúp vàng Khối Siêu cúp cuộc thi Olympic tin học sinh viên toàn quốc (2008) Hạng II và III cuộc thi lập trình ACM ICPC khu vực Châu Á Thái Bình Dương, Manila, Philippines (2009) Giải nhất cuộc thi lập trình ACM ICPC vòng thi quốc gia (2009) Cúp đồng Khối Siêu cúp cuộc thi Olympic tin học sinh viên toàn quốc (2009) Điển hình Thanh niên tiêu biểu làm theo lời Bác toàn quốc (2009) Tài năng trẻ tiêu biểu tại Đại hội Tài năng Trẻ toàn quốc (2009) Huy hiệu Tuổi trẻ sáng tạo do TW Đoàn trao tặng, danh hiệu Tuổi trẻ sáng tạo TPHCM, giai đoạn 2006-2009 Hạng 4 và hạng 5 cuộc thi lập trình ACM ICPC khu vực châu Á Thái Bình Dương (2010) Điển hình Thanh niên tiên tiến làm theo lời Bác TP (2010) Cá nhân điển hình thực hiện tốt CVĐ Học tập và làm theo tấm gương đạo đức Hồ Chí Minh (Hội nghị TK 3 năm thực hiện CVĐ của TP) Đại biểu chính thức tham dự Đại hội Thi đua yêu nước toàn quốc (2010) Quả cầu vàng Công nghệ thông tin do Thủ tướng chính phủ trao tặng |
| 10  | Dương Thành Đạt         | 23/12/1995 | Hà Nội                 | 2010 | B    | Nhì  | Giải Nhất Tin học lớp 9 toàn TP. Hà Nội (2010) Giải Ba Tin học quốc gia (2012) Giải Nhất Tin học quốc gia (2013) Huy Chương Bạc Olympic Tin học quốc tế (2013) |
| 11  | Nguyễn Dương Kim Hảo    | 18/08/2001 | Tiền Giang             | 2011 | A    | Ba   | Giải Nhất Tin học trẻ tỉnh Tiền Giang (lớp 4) Giải Nhất Sáng tạo Thanh thiếu nhi TP.HCM (2013) Giải Nhất Hội thi tin học trẻ TP.HCM (2013) Giải Nhì và giải Ba cuộc thi Tự hào sử Việt (2013) HCV sáng tạo trẻ quốc tế IEYI của Malaysia (2013) HCV Viện sáng tạo trẻ Indonesia (2013) Giải Đặc biệt của Viện Hàn lâm Hàn Quốc (2013) Giải Nhất phần mềm sáng tạo khối THCS hội thi Tin học trẻ TP.HCM (2013) Giải Nhì cuộc thi sáng tạo thanh thiếu niên nhi đồng toàn quốc lần thứ 8 5 huy hiệu Tuổi trẻ sáng tạo của BCH T.Ư Đoàn 7 giấy khen của Thành đoàn TP.HCM Gương mặt trẻ sáng tạo TP.HCM (2012) Công dân trẻ tiêu biểu TP.HCM (2013) |
| 11  | Nguyễn Dương Kim Hảo    | 18/08/2001 | Tp. Hồ Chí Minh        | 2012 | D1   | Nhất | Giải Nhất Tin học trẻ tỉnh Tiền Giang (lớp 4) Giải Nhất Sáng tạo Thanh thiếu nhi TP.HCM (2013) Giải Nhất Hội thi tin học trẻ TP.HCM (2013) Giải Nhì và giải Ba cuộc thi Tự hào sử Việt (2013) HCV sáng tạo trẻ quốc tế IEYI của Malaysia (2013) HCV Viện sáng tạo trẻ Indonesia (2013) Giải Đặc biệt của Viện Hàn lâm Hàn Quốc (2013) Giải Nhất phần mềm sáng tạo khối THCS hội thi Tin học trẻ TP.HCM (2013) Giải Nhì cuộc thi sáng tạo thanh thiếu niên nhi đồng toàn quốc lần thứ 8 5 huy hiệu Tuổi trẻ sáng tạo của BCH T.Ư Đoàn 7 giấy khen của Thành đoàn TP.HCM Gương mặt trẻ sáng tạo TP.HCM (2012) Công dân trẻ tiêu biểu TP.HCM (2013) |
| 11  | Nguyễn Dương Kim Hảo    | 18/08/2001 | Tp. Hồ Chí Minh        | 2013 | D2   | Nhất | Giải Nhất Tin học trẻ tỉnh Tiền Giang (lớp 4) Giải Nhất Sáng tạo Thanh thiếu nhi TP.HCM (2013) Giải Nhất Hội thi tin học trẻ TP.HCM (2013) Giải Nhì và giải Ba cuộc thi Tự hào sử Việt (2013) HCV sáng tạo trẻ quốc tế IEYI của Malaysia (2013) HCV Viện sáng tạo trẻ Indonesia (2013) Giải Đặc biệt của Viện Hàn lâm Hàn Quốc (2013) Giải Nhất phần mềm sáng tạo khối THCS hội thi Tin học trẻ TP.HCM (2013) Giải Nhì cuộc thi sáng tạo thanh thiếu niên nhi đồng toàn quốc lần thứ 8 5 huy hiệu Tuổi trẻ sáng tạo của BCH T.Ư Đoàn 7 giấy khen của Thành đoàn TP.HCM Gương mặt trẻ sáng tạo TP.HCM (2012) Công dân trẻ tiêu biểu TP.HCM (2013) |
| 11  | Nguyễn Dương Kim Hảo    | 18/08/2001 | Tp. Hồ Chí Minh        | 2013 | D2   | Ba   | Giải Nhất Tin học trẻ tỉnh Tiền Giang (lớp 4) Giải Nhất Sáng tạo Thanh thiếu nhi TP.HCM (2013) Giải Nhất Hội thi tin học trẻ TP.HCM (2013) Giải Nhì và giải Ba cuộc thi Tự hào sử Việt (2013) HCV sáng tạo trẻ quốc tế IEYI của Malaysia (2013) HCV Viện sáng tạo trẻ Indonesia (2013) Giải Đặc biệt của Viện Hàn lâm Hàn Quốc (2013) Giải Nhất phần mềm sáng tạo khối THCS hội thi Tin học trẻ TP.HCM (2013) Giải Nhì cuộc thi sáng tạo thanh thiếu niên nhi đồng toàn quốc lần thứ 8 5 huy hiệu Tuổi trẻ sáng tạo của BCH T.Ư Đoàn 7 giấy khen của Thành đoàn TP.HCM Gương mặt trẻ sáng tạo TP.HCM (2012) Công dân trẻ tiêu biểu TP.HCM (2013) |
| 11  | Nguyễn Dương Kim Hảo    | 18/08/2001 | Tp. Hồ Chí Minh        | 2014 | D2   | Nhì  | Giải Nhất Tin học trẻ tỉnh Tiền Giang (lớp 4) Giải Nhất Sáng tạo Thanh thiếu nhi TP.HCM (2013) Giải Nhất Hội thi tin học trẻ TP.HCM (2013) Giải Nhì và giải Ba cuộc thi Tự hào sử Việt (2013) HCV sáng tạo trẻ quốc tế IEYI của Malaysia (2013) HCV Viện sáng tạo trẻ Indonesia (2013) Giải Đặc biệt của Viện Hàn lâm Hàn Quốc (2013) Giải Nhất phần mềm sáng tạo khối THCS hội thi Tin học trẻ TP.HCM (2013) Giải Nhì cuộc thi sáng tạo thanh thiếu niên nhi đồng toàn quốc lần thứ 8 5 huy hiệu Tuổi trẻ sáng tạo của BCH T.Ư Đoàn 7 giấy khen của Thành đoàn TP.HCM Gương mặt trẻ sáng tạo TP.HCM (2012) Công dân trẻ tiêu biểu TP.HCM (2013) |
| 11  | Nguyễn Dương Kim Hảo    | 18/08/2001 | Tp. Hồ Chí Minh        | 2014 | E2   | Nhất | Giải Nhất Tin học trẻ tỉnh Tiền Giang (lớp 4) Giải Nhất Sáng tạo Thanh thiếu nhi TP.HCM (2013) Giải Nhất Hội thi tin học trẻ TP.HCM (2013) Giải Nhì và giải Ba cuộc thi Tự hào sử Việt (2013) HCV sáng tạo trẻ quốc tế IEYI của Malaysia (2013) HCV Viện sáng tạo trẻ Indonesia (2013) Giải Đặc biệt của Viện Hàn lâm Hàn Quốc (2013) Giải Nhất phần mềm sáng tạo khối THCS hội thi Tin học trẻ TP.HCM (2013) Giải Nhì cuộc thi sáng tạo thanh thiếu niên nhi đồng toàn quốc lần thứ 8 5 huy hiệu Tuổi trẻ sáng tạo của BCH T.Ư Đoàn 7 giấy khen của Thành đoàn TP.HCM Gương mặt trẻ sáng tạo TP.HCM (2012) Công dân trẻ tiêu biểu TP.HCM (2013) |
| 11  | Nguyễn Dương Kim Hảo    | 18/08/2001 | Tp. Hồ Chí Minh        | 2015 | D2   | Nhất | Giải Nhất Tin học trẻ tỉnh Tiền Giang (lớp 4) Giải Nhất Sáng tạo Thanh thiếu nhi TP.HCM (2013) Giải Nhất Hội thi tin học trẻ TP.HCM (2013) Giải Nhì và giải Ba cuộc thi Tự hào sử Việt (2013) HCV sáng tạo trẻ quốc tế IEYI của Malaysia (2013) HCV Viện sáng tạo trẻ Indonesia (2013) Giải Đặc biệt của Viện Hàn lâm Hàn Quốc (2013) Giải Nhất phần mềm sáng tạo khối THCS hội thi Tin học trẻ TP.HCM (2013) Giải Nhì cuộc thi sáng tạo thanh thiếu niên nhi đồng toàn quốc lần thứ 8 5 huy hiệu Tuổi trẻ sáng tạo của BCH T.Ư Đoàn 7 giấy khen của Thành đoàn TP.HCM Gương mặt trẻ sáng tạo TP.HCM (2012) Công dân trẻ tiêu biểu TP.HCM (2013) |
| 11  | Nguyễn Dương Kim Hảo    | 18/08/2001 | Tp. Hồ Chí Minh        | 2015 | E2   | Nhất | Giải Nhất Tin học trẻ tỉnh Tiền Giang (lớp 4) Giải Nhất Sáng tạo Thanh thiếu nhi TP.HCM (2013) Giải Nhất Hội thi tin học trẻ TP.HCM (2013) Giải Nhì và giải Ba cuộc thi Tự hào sử Việt (2013) HCV sáng tạo trẻ quốc tế IEYI của Malaysia (2013) HCV Viện sáng tạo trẻ Indonesia (2013) Giải Đặc biệt của Viện Hàn lâm Hàn Quốc (2013) Giải Nhất phần mềm sáng tạo khối THCS hội thi Tin học trẻ TP.HCM (2013) Giải Nhì cuộc thi sáng tạo thanh thiếu niên nhi đồng toàn quốc lần thứ 8 5 huy hiệu Tuổi trẻ sáng tạo của BCH T.Ư Đoàn 7 giấy khen của Thành đoàn TP.HCM Gương mặt trẻ sáng tạo TP.HCM (2012) Công dân trẻ tiêu biểu TP.HCM (2013) |
| 12  | Nguyễn Bá Sơn           | 13/05/1988 | Hà Nội                 | 2003 | B    | Ba   | Giải Nhì Quốc gia (lớp 12) Làm việc tại Two Sigma Investments |
| 12  | Nguyễn Bá Sơn           | 13/05/1988 | Hà Nội                 | 2003 | D2   | Nhất | Giải Nhì Quốc gia (lớp 12) Làm việc tại Two Sigma Investments |
| 12  | Nguyễn Bá Sơn           | 13/05/1988 | Hà Nội                 | 2004 | E    | Nhì  | Giải Nhì Quốc gia (lớp 12) Làm việc tại Two Sigma Investments |
| 13  | Nguyễn Hữu Thành        | 17/10/1994 | Đà Nẵng                | 2007 | B    | Nhì  | HCV Olympic 30/4 các tỉnh phía Nam (lớp 10 và 11) Giải Nhì học sinh giỏi quốc gia (lớp 12) Giải Nhì Olympic Tin học Việt Nam (2011, 2012) Huy chương Đồng quốc tế (IOI) môn Tin học (lớp 12) Giải thưởng Quả cầu vàng (2012) |
| 13  | Nguyễn Hữu Thành        | 17/10/1994 | Đà Nẵng                | 2008 | D2   | Nhất | HCV Olympic 30/4 các tỉnh phía Nam (lớp 10 và 11) Giải Nhì học sinh giỏi quốc gia (lớp 12) Giải Nhì Olympic Tin học Việt Nam (2011, 2012) Huy chương Đồng quốc tế (IOI) môn Tin học (lớp 12) Giải thưởng Quả cầu vàng (2012) |
| 13  | Nguyễn Hữu Thành        | 17/10/1994 | Đà Nẵng                | 2010 | C    | KK   | HCV Olympic 30/4 các tỉnh phía Nam (lớp 10 và 11) Giải Nhì học sinh giỏi quốc gia (lớp 12) Giải Nhì Olympic Tin học Việt Nam (2011, 2012) Huy chương Đồng quốc tế (IOI) môn Tin học (lớp 12) Giải thưởng Quả cầu vàng (2012) |
| 13  | Nguyễn Hữu Thành        | 17/10/1994 | Đà Nẵng                | 2011 | C    | Nhất | HCV Olympic 30/4 các tỉnh phía Nam (lớp 10 và 11) Giải Nhì học sinh giỏi quốc gia (lớp 12) Giải Nhì Olympic Tin học Việt Nam (2011, 2012) Huy chương Đồng quốc tế (IOI) môn Tin học (lớp 12) Giải thưởng Quả cầu vàng (2012) |
| 14  | Vũ Đình Quang Đạt       | 24/10/1995 | Quảng Ninh             | 2009 | B    | Nhất | Giải Khuyến khích về giải toán trên máy tính cầm tay toàn quốc (2009) Giải Ba về giải toán trên máy tính cầm tay toàn quốc (2010) Giải Nhất học sinh giỏi Quốc gia Tin học (2012) Huy chương Bạc Olympic Tin học Quốc tế (2012) Giải thưởng Hoa Trạng nguyên (2012) 1 trong 10 gương mặt trẻ tiêu biểu của thủ đô (2012) |
| 15  | Nguyễn Trần Viết Chương | 14/09/1995 | Đà Nẵng                | 2010 | D2   | Nhất | Giải Ba cuộc thi Sáng tạo dành cho Thanh thiếu niên, nhi đồng toàn quốc lần thứ 7 (2010 - 2011) Giải Nhất Cuộc thi sáng tạo thanh thiếu niên nhi đồng toàn quốc lần thứ 9 (2012 - 2013) |
| 15  | Nguyễn Trần Viết Chương | 14/09/1995 | Đà Nẵng                | 2012 | D3   | Nhì  | Giải Ba cuộc thi Sáng tạo dành cho Thanh thiếu niên, nhi đồng toàn quốc lần thứ 7 (2010 - 2011) Giải Nhất Cuộc thi sáng tạo thanh thiếu niên nhi đồng toàn quốc lần thứ 9 (2012 - 2013) |
| 15  | Nguyễn Trần Viết Chương | 14/09/1995 | Đà Nẵng                | 2013 | D3   | Ba   | Giải Ba cuộc thi Sáng tạo dành cho Thanh thiếu niên, nhi đồng toàn quốc lần thứ 7 (2010 - 2011) Giải Nhất Cuộc thi sáng tạo thanh thiếu niên nhi đồng toàn quốc lần thứ 9 (2012 - 2013) |
| 16  | Nguyễn Đặng Việt Anh    | 20/09/1988 | Bưu chính - Viễn thông | 2001 | B    | KK   | Kỹ sư phần mềm về nền tảng di động Android tại trụ sở chính của Google ở Mountain View (Thung lũng Silicon, Mỹ) |
| 16  | Nguyễn Đặng Việt Anh    | 20/09/1988 | Bưu chính - Viễn thông | 2002 | B    | Nhất | Kỹ sư phần mềm về nền tảng di động Android tại trụ sở chính của Google ở Mountain View (Thung lũng Silicon, Mỹ) |
| 16  | Nguyễn Đặng Việt Anh    | 20/09/1988 | Bưu chính - Viễn thông | 2002 | D2   | Nhất | Kỹ sư phần mềm về nền tảng di động Android tại trụ sở chính của Google ở Mountain View (Thung lũng Silicon, Mỹ) |
| 16  | Nguyễn Đặng Việt Anh    | 20/09/1988 | Hà Nội                 | 2003 | C    | Nhì  | Kỹ sư phần mềm về nền tảng di động Android tại trụ sở chính của Google ở Mountain View (Thung lũng Silicon, Mỹ) |
| 16  | Nguyễn Đặng Việt Anh    | 20/09/1988 | Bưu chính - Viễn thông | 2004 | E    | Nhì  | Kỹ sư phần mềm về nền tảng di động Android tại trụ sở chính của Google ở Mountain View (Thung lũng Silicon, Mỹ) |

## Danh sách thí sinh đoạt giải năm 2023
Kèm theo Thông báo số: 150 - TB/KHCN ngày 09 tháng 8 năm 2023 của Giám đốc Trung tâm Phát triển Khoa học, Công nghệ và Tài năng trẻ
Bảng A – Khối Tiểu học
| Hạng | Bảng thi | Tỉnh/TP         | SBD      | Họ và tên             | Lớp, trường                                                                     | Giải         |
| 1    | A        | Hà Nội          | CK23A_16 | Dương Phạm Minh Quang | Lớp 5A7, Trường Liên cấp TH & THCS Ngôi Sao Hà Nội, quận Thanh Xuân, TP. Hà Nội | Nhất         |
| 2    | A        | Nghệ An         | CK23A_14 | Thái Hải Nam          | Lớp 5A, Trường Phổ thông Hermann Gmeiner, tỉnh Nghệ An                          | Nhì          |
| 3    | A        | TSTD            | CK23A_13 | Nguyễn Hoàng Hải Nam  | Lớp 5A5, Trường Tiểu học Nguyễn Trãi, quận Ngô Quyền, TP. Hải Phòng             | Nhì          |
| 4    | A        | Đà Nẵng         | CK23A_19 | Trần Sĩ Quý           | Lớp 5/1, Trường Tiểu học Lương Thế Vinh, quận Sơn Trà, TP. Đà Nẵng              | Nhì          |
| 5    | A        | TP. Hồ Chí Minh | CK23A_02 | Đỗ Thị Thanh Bình     | Lớp 4/6, Trường Tiểu học Lê Ngọc Hân, quận 1, TP. Hồ Chí Minh                   | Ba           |
| 6    | A        | Hà Nội          | CK23A_08 | Vũ Tuấn Hưng          | Lớp 4A1, Trường Tiểu học Hoàng Mai, quận Hoàng Mai, TP. Hà Nội                  | Ba           |
| 7    | A        | Đà Nẵng         | CK23A_09 | Nguyễn Gia Kiệt       | Lớp 5/2, Trường Tiểu học Trần Văn Dư, quận Cẩm Lệ, TP. Đà Nẵng                  | Ba           |
| 8    | A        | TSTD            | CK23A_12 | Lê Nguyễn Nhật Minh   | Lớp 5A1, Trường Tiểu học Quốc tế Alaska, quận Cầu Giấy, TP. Hà Nội              | Ba           |
| 9    | A        | Hải Phòng       | CK23A_15 | Chu Khánh Phương      | Lớp 5H5, Trường Tiểu học Chu Văn An, quận Ngô Quyền, TP. Hải Phòng              | Ba           |
| 10   | A        | Bình Dương      | CK23A_20 | Nguyễn Lê Tấn         | Lớp 5/1, Trường Tiểu học Bình Chuẩn 2, TP. Thuận An, tỉnh Bình Dương            | Ba           |
| 11   | A        | Quảng Trị       | CK23A_07 | Lê Thanh Huy          | Lớp 5B, Trường TH & THCS Triệu Sơn, huyện Triệu Phong, tỉnh Quảng Trị           | Khuyến khích |

| Hạng | Bảng thi | Tỉnh/TP           | SBD      | Họ và tên           | Lớp, trường                                                                     | Giải         |
| 12   | A        | Bà Rịa – Vũng Tàu | CK23A_22 | Nguyễn Thiện        | Lớp 5.1, Trường T Rịa - Vũng Tàu iểu học Lê Lợi, thị xã Phú Mỹ, tỉnh Bà         | Khuyến khích |
| 13   | A        | TSTD              | CK23A_03 | Thái Hữu Đạt        | Lớp 5A, Trường Tiểu học thị trấn Yên Thành, huyện Yên Thành, tỉnh Nghệ An       | Khuyến khích |
| 14   | A        | Hà Nội            | CK23A_24 | Lê Huy Tùng         | Lớp 5A0, Trường Liên cấp TH & THCS Ngôi Sao Hà Nội, quận Thanh Xuân, TP. Hà Nội | Khuyến khích |
| 15   | A        | Đà Nẵng           | CK23A_01 | Nguyễn Danh Bình    | Lớp 5/4, Trường Tiểu học Huỳnh Ngọc Huệ, quận Thanh Khê, TP. Đà Nẵng            | Khuyến khích |
| 16   | A        | TSTD              | CK23A_11 | Vương Hoàng Long    | Lớp 5C0, Trường Liên cấp Newton, quận Bắc Từ Liêm, TP. Hà Nội                   | Khuyến khích |
| 17   | A        | Tiền Giang        | CK23A_06 | Lê Hoàng Hiếu       | Lớp Năm 2, Trường Tiểu học Nguyễn Huệ, TP. Mỹ Th tỉnh Tiền Giang o,             | Khuyến khích |
| 18   | A        | TSTD              | CK23A_17 | Trương Anh Quân     | Lớp 5, Trường Tiểu học Tân Phú, huyện Đồng Phú, tỉnh Bình Phước                 | Khuyến khích |
| 19   | A        | TSTD              | CK23A_10 | Nguyễn Vũ Quỳnh Lam | Lớp 5A, Trường Tiểu học Nguyễn Bá Ngọc, TP. Hội An, tỉnh Quảng Nam              | Khuyến khích |
| 20   | A        | TSTD              | CK23A_04 | Nguyễn Minh Đức     | Lớp 5A5, Trường Tiểu học Tân Mai, quận Hoàng Mai, TP. Hà Nội                    | Khuyến khích |
| 21   | A        | Đà Nẵng           | CK23A_05 | Lê Anh Hào          | Lớp 4.1, Trường TH, THCS & THPT Anh Quốc, quận Thanh Khê, TP. Đà Nẵng           | Khuyến khích |
| 22   | A        | TP. Hồ Chí Minh   | CK23A_18 | Lê Minh Quân        | Lớp 5/2, Trường Tiểu Hồ Chí Minh học Hanh Thông, quận Gò Vấp, TP.               | Khuyến khích |
| 23   | A        | Đồng Tháp         | CK23A_23 | Lữ Hoài Thương      | Lớp 5/3, Trường Tiểu học Ngô Thì Nhậm, TP.Cao Lãnh, tỉnh Đồng Tháp              | Khuyến khích |
| 24   | A        | TP. Hồ Chí Minh   | CK23A_21 | Vũ Phạm Quốc Thiên  | Lớp 5/7, Trường Tiểu học Lương Thế Vinh, quận Gò Vấp, TP. Hồ Chí Minh           | Khuyến khích |

Danh sách trên gồm 24 thí sinh./.

Bảng B – Khối Trung học cơ sở
| Hạng | Bảng thi | Tỉnh/TP           | SBD      | Họ và tên              | Lớp, trường                                                            | Giải         |
| 1    | B        | Lâm Đồng          | CK23B_07 | Đặng Huy Hậu           | Lớp 8A2, Trường THCS Tân Hội, huyện Đức Trọng, tỉnh Lâm Đồng           | Nhất         |
| 2    | B        | Đà Nẵng           | CK23B_18 | Nguyễn Phú Nhân        | Lớp 9/6, Trường THCS Chu Văn An, quận Thanh Khê, TP. Đà Nẵng           | Nhất         |
| 3    | B        | Hà Nội            | CK23B_17 | Nguyễn Viết Trung Nhân | Lớp 8A6, Trường THCS Cầu Giấy, quận Cầu Giấy, TP. Hà Nội               | Nhì          |
| 4    | B        | Ninh Bình         | CK23B_20 | Nguyễn Khánh Phúc      | Lớp 7D, Trường THCS Trương Hán Siêu, TP. Ninh Bình, tỉnh Ninh Bình     | Nhì          |
| 5    | B        | Đà Nẵng           | CK23B_11 | Phan Huy Khang         | Lớp 9/3, Trường THCS Huỳnh Thúc Kháng, quận Thanh Khê, TP. Đà Nẵng     | Ba           |
| 6    | B        | Nghệ An           | CK23B_06 | Trần Hải Đăng          | Lớp 9B, Trường THCS Đặng Thai Mai, TP. Vinh, tỉnh Nghệ An              | Ba           |
| 7    | B        | TSTD              | CK23B_15 | Cao Khắc Mạnh          | Lớp 9N, Trường THCS Hà Huy Tập, TP. Vinh, tỉnh Nghệ An                 | Ba           |
| 8    | B        | Đà Nẵng           | CK23B_10 | Thiều Nguyễn Huy       | Lớp 9/9, Trường THCS Tây Sơn, quận Hải Châu, TP. Đà Nẵng               | Ba           |
| 9    | B        | Hà Nội            | CK23B_22 | Nguyễn Xuân Chí Thanh  | Lớp 9C1, Trường THCS Ngô Sĩ Liên, quận Hoàn Kiếm, TP. Hà Nội           | Ba           |
| 10   | B        | Hà Nội            | CK23B_08 | Đỗ Viết Hoàng          | Lớp 8A3, Trường THCS Trưng Vương, huyện Mê Linh, TP. Hà Nội            | Khuyến khích |
| 11   | B        | TSTD              | CK23B_16 | Lê Kỳ Nam              | Lớp 5C0, Trường Tiểu học Newton, quận Bắc Từ Liêm, TP. Hà Nội          | Khuyến khích |
| 12   | B        | Bà Rịa – Vũng Tàu | CK23B_19 | Lê Viết Thành Nhân     | Lớp 9.4, Trường THCS Thắng Nhất, TP. Vũng Tàu, tỉnh Bà Rịa – Vũng Tàu. | Khuyến khích |
| 13   | B        | Vĩnh Phúc         | CK23B_09 | Phạm Minh Hoàng        | Lớp 8A3, Trường THCS Yên Lạc, huyện Yên Lạc, tỉnh Vĩnh Phúc            | Khuyến khích |
| 14   | B        | TSTD              | CK23B_24 | Thái Nguyên Trung      | Lớp 8G, Trường THCS Tân An, thị xã La Gi, tỉnh Bình Thuận              | Khuyến khích |

| Hạng | Bảng thi | Tỉnh/TP         | SBD      | Họ và tên             | Lớp, trường                                                          | Giải         |
| 15   | B        | TSTD            | CK23B_12 | Văn Ngọc Đăng Khoa    | Lớp 7A, Trường TH & THCS Hải Phú, huyện Hải Lăng, tỉnh Quảng Trị     | Khuyến khích |
| 16   | B        | Long An         | CK23B_01 | Bùi Tuấn Anh          | Lớp 9/11, Trường THCS Nhựt Tảo, TP. Tân An, tỉnh Long An             | Khuyến khích |
| 17   | B        | Đồng Tháp       | CK23B_23 | Lữ Minh Triết         | Lớp 8A1, Trường THCS Hùng Vương, TP. Sa Đéc, tỉnh Đồng Tháp          | Khuyến khích |
| 18   | B        | Hà Nội          | CK23B_02 | Đỗ Gia Bảo            | Lớp 6G0, Trường THCS & THPT Newton, quận Bắc Từ Liêm, TP. Hà Nội     | Khuyến khích |
| 19   | B        | Đà Nẵng         | CK23B_05 | Hồ Khánh Đan          | Lớp 7/2, Trường Tiểu học và THCS Đức Trí, quận Hải Châu, TP. Đà Nẵng | Khuyến khích |
| 20   | B        | TSTD            | CK23B_14 | Lê Tuấn Kiệt          | Lớp 7E, Trường THPT chuyên Hà Nội – Amsterdam, TP. Hà Nội            | Khuyến khích |
| 21   | B        | TSTD            | CK23B_04 | Phạm Minh Duy         | Lớp 9A2, Trường THCS Lý Thường Kiệt, TP. Long Xuyên, tỉnh An Giang   | Khuyến khích |
| 22   | B        | TP. Hồ Chí Minh | CK23B_13 | Nguyễn Ngọc Minh Kiên | Lớp 9 Minh /8, Trường THCS Lê Quý Đôn, quận 11, TP. Hồ Chí           | Khuyến khích |
| 23   | B        | Bạc Liêu        | CK23B_21 | Trần Nhật Tân         | Lớp 9/1, Trường THPT chuyên Bạc Liêu, tỉnh Bạc Liêu                  | Khuyến khích |
| 24   | B        | TSTD            | CK23B_03 | Nguyễn Quang Chương   | Lớp 9A1, Trường THCS Hồng Bàng, quận 5, TP. Hồ Minh Chí              | Khuyến khích |

Danh sách trên gồm 24 thí sinh./.
Bảng C1 – Khối THPT chuyên
| Hạng | Bảng thi | Tỉnh/TP   | SBD       | Họ và tên Thí sinh 1   | Lớp, trường 1                                                               | Họ và tên thí sinh 2  | Lớp, trường 2                                                               | Giải         |
| 1    | C1       | Bình Định | CK23C1_18 | Lê Kiến Thành          | Lớp 10 Tin, Trường THPT chuyên Lê Quý Đôn, tỉnh Bình Định                   |                       |                                                                             | Nhất         |
| 2    | C1       | TSTD      | CK23C1_06 | Nguyễn Trần Thành Minh | Lớp 11 Tin, Trường THPT chuyên Trần Phú, TP. Hải Phòng                      | Nguyễn Tùng Lâm       | Lớp 11 Tin, Trường THPT chuyên Trần Phú, TP. Hải Phòng                      | Nhì          |
| 3    | C1       | TSTD      | CK23C1_20 | Võ Khắc Triệu          | Lớp 12 Tin, Trường Phổ thông Năng khiếu, Đại học Quốc gia TP. Hồ Chí Minh   | Vũ Quốc Lâm           | Lớp 12 Tin, Trường Phổ thông Năng khiếu, Đại học Quốc gia TP. Hồ Chí Minh   | Nhì          |
| 4    | C1       | Nghệ An   | CK23C1_21 | Trần Việt Bảo          | Lớp 11A2, Trường THPT chuyên Phan Bội Châu, tỉnh Nghệ An                    |                       |                                                                             | Nhì          |
| 5    | C1       | Vĩnh Long | CK23C1_24 | Nguyễn Trần Nhật Trung | Lớp 12A1, Trường THPT Bình Minh, tỉnh Vĩnh Long                             |                       |                                                                             | Ba           |
| 6    | C1       | Lâm Đồng  | CK23C1_15 | Đinh Đức Anh Khoa      | Lớp 12 Tin, Trường THPT chuyên Bảo Lộc, tỉnh Lâm Đồng                       | Nguyễn Hoàng Minh Tâm | Lớp 12 Toán, Trường THPT chuyên Bảo Lộc, tỉnh Lâm Đồng                      | Ba           |
| 7    | C1       | Quảng Trị | CK23C1_14 | Lê Thiên Quân          | Lớp 11 Tin, Trường THPT chuyên Lê Quý Đôn, tỉnh Quảng Trị                   |                       |                                                                             | Ba           |
| 8    | C1       | Nghệ An   | CK23C1_19 | Trương Quang Hoành     | Lớp 11A2, Trường THPT chuyên Phan Bội Châu, tỉnh Nghệ An                    | Trần Lê Ngọc Tâm      | Lớp 11A2 Phan Bội Châu, tỉnh Nghệ An , Trường THPT chuyên                   | Ba           |
| 9    | C1       | TSTD      | CK23C1_01 | Đào Quang Linh         | Lớp 10A3 Tin, Trường THPT chuyên Khoa học Tự nhiên, Đại học Quốc gia Hà Nội | Đỗ Ngọc Anh Trung     | Lớp 10A2 Tin, Trường THPT chuyên Khoa học Tự nhiên, Đại học Quốc gia Hà Nội | Khuyến khích |

| Hạng | Bảng thi | Tỉnh/TP         | SBD       | Họ và tên Thí sinh 1 | Lớp, trường 1                                                                | Họ và tên thí sinh 2 | Lớp, trường 2                                                                | Giải         |
| 10   | C1       | TP. Hồ Chí Minh | CK23C1_02 | Dương Kiến Khải      | Lớp 10Tin, Trường Phổ thông Năng khiếu, Đại học Quốc gia TP. Hồ Chí Minh     | Huỳnh Minh Đạt       | Lớp 10Tin, Trường Phổ thông Năng khiếu, Đại học Quốc gia TP. Hồ Chí Minh     | Khuyến khích |
| 11   | C1       | Bình Phước      | CK23C1_03 | Trần Văn Tấn Khôi    | Lớp 11TT9, Trường THPT chuyên Bình Long, tỉnh Bình Phước                     |                      |                                                                              | Khuyến khích |
| 12   | C1       | TSTD            | CK23C1_04 | Nguyễn Cảnh Dương    | Lớp 10A2 Tin, Trường THPT chuyên Khoa học Tự nhiên, Đại học Quốc gia Hà Nội  | Hoàng Anh Đức        | Lớp 10A2 Tin, Trường THPT chuyên Khoa học Tự nhiên, Đại học Quốc gia Hà Nội  | Khuyến khích |
| 13   | C1       | Đồng Nai        | CK23C1_05 | Nguyễn Thái Sơn      | Lớp 12 chuyên Tin, Trường THPT chuyên Lương Thế Vinh, tỉnh Đồng Nai          | Lê Nguyễn Anh Khoa   | Lớp 12 chuyên Tin, Trường THPT chuyên Lương Thế Vinh, tỉnh Đồng Nai          | Khuyến khích |
| 14   | C1       | TSTD            | CK23C1_07 | Nguyễn Đức Anh       | Lớp 11 Tin, Trường THPT chuyên Hà Nội – Amsterdam, TP. Hà Nội                | Lê Tuấn Hoàng        | Lớp 12 Tin, Trường THPT chuyên Hà Nội – Amsterdam, TP. Hà Nội                | Khuyến khích |
| 15   | C1       | TSTD            | CK23C1_08 | Hoàng Trung Hải      | Lớp 10 Tin, Trường THPT chuyên Đại học Sư phạm Hà Nội                        | Bùi Đàm Quân         | Lớp 10 Tin, Trường THPT chuyên Đại học Sư phạm Hà Nội                        | Khuyến khích |
| 16   | C1       | Quảng Ninh      | CK23C1_09 | Ninh Quang Thắng     | Lớp 10 Tin, Trường THPT chuyên Hạ Long, tỉnh Quảng Ninh                      | Lê Xuân Phú          | Lớp 11 Toán, Trường THPT chuyên Hạ Long, tỉnh Quảng Ninh                     | Khuyến khích |
| 17   | C1       | Hà Nội          | CK23C1_10 | Bùi Quang Phúc       | Lớp 11 Tin, Trường THPT chuyên Nguyễn Huệ, TP. Hà Nội                        | Nguyễn Phong         | Lớp 11 Tin, Trường THPT chuyên Nguyễn Huệ, TP. Hà Nội                        | Khuyến khích |
| 18   | C1       | Đắk Nông        | CK23C1_11 | Nguyễn Anh Dũng      | Lớp 11 Tin, Trường THPT chuyên Nguyễn Chí Thanh, tỉnh Đắk Nông               |                      |                                                                              | Khuyến khích |
| 19   | C1       | TSTD            | CK23C1_12 | Nguyễn Tường Duy     | Lớp 11A1 Toán, Trường THPT chuyên Khoa học Tự nhiên, Đại học Quốc gia Hà Nội | Phạm Quang Minh      | Lớp 10A2 Toán, Trường THPT chuyên Khoa học Tự nhiên, Đại học Quốc gia Hà Nội | Khuyến khích |

| Hạng | Bảng thi | Tỉnh/TP         | SBD       | Họ và tên Thí sinh 1 | Lớp, trường 1                                                             | Họ và tên thí sinh 2    | Lớp, trường 2                                                             | Giải         |
| 20   | C1       | Đà Nẵng         | CK23C1_13 | Lê Ngọc Bảo Anh      | Lớp 12A5, Trường THPT chuyên Lê Quý Đôn, TP. Đà Nẵng                      | Trần Vạn Tấn            | Lớp 12A5, Trường THPT chuyên Lê Quý Đôn, TP. Đà Nẵng                      | Khuyến khích |
| 21   | C1       | Nghệ An         | CK23C1_16 | Nguyễn Duy Hưng      | Lớp 11A2, Trường THPT chuyên Phan Bội Châu, tỉnh Nghệ An                  | Bùi Công Hào            | Lớp 11A2, Trường THPT chuyên Phan Bội Châu, tỉnh Nghệ An                  | Khuyến khích |
| 22   | C1       | TP. Hồ Chí Minh | CK23C1_17 | Phạm Nguyễn Anh Tài  | Lớp 12C Định, TP. Hồ tin, Trường THPT Gia Chí Minh                        | Võ Nguyễn Đình Bảo      | Lớp 12C Định, TP. Hồ Chí Minh tin, Trường THPT Gia                        | Khuyến khích |
| 23   | C1       | TP. Hồ Chí Minh | CK23C1_22 | Lê Cảnh Toàn         | Lớp 12 Tin, Trường Phổ thông Năng khiếu, Đại học Quốc gia TP. Hồ Chí Minh | Nguyễn Đình Trọng Chuẩn | Lớp 12 Tin, Trường Phổ thông Năng khiếu, Đại học Quốc gia TP. Hồ Chí Minh | Khuyến khích |
| 24   | C1       | Long An         | CK23C1_23 | Nguyễn Hoàng Phát    | Lớp 12T2, Trường THPT chuyên Long An, tỉnh Long An                        | Nguyễn Minh Anh         | Lớp 10T1, Trường THPT chuyên Long An, tỉnh Long An                        | Khuyến khích |

Danh sách trên gồm 24 đội thi./.
Bảng C2 – Khối THPT không chuyên
| Hạng | Bảng thi | Tỉnh/TP         | SBD       | Họ và tên           | Lớp, trường                                                            | Giải |
| 1    | C2       | TP. Hồ Chí Minh | CK23C2_11 | Lê Viết Nam Khôi    | Lớp 10.3, Trường TH, THCS & THPT Việt Úc, TP. Thủ Đức, TP. Hồ Chí Minh | Nhất |
| 2    | C2       | Hà Nội          | CK23C2_03 | Nguyễn Bùi Đức Dũng | Lớp 9G0, Trường THCS & THPT Newton, quận Bắc Từ Liêm, TP. Hà Nội       | Nhì  |
| 3    | C2       | Quảng Nam       | CK23C2_17 | Trần Lê Anh Pha     | Lớp 11/9, Trường THPT Núi Thành, tỉnh Quảng Nam                        | Nhì  |
| 4    | C2       | TSTD            | CK23C2_22 | Nguyễn Hữu Tuấn     | Lớp 9A, Trường THPT chuyên Hà Nội - Amsterdam, TP. Hà Nội              | Nhì  |

| Hạng | Bảng thi | Tỉnh/TP         | SBD       | Họ và tên              | Lớp, trường                                             | Giải         |
| 5    | C2       | Hà Nội          | CK23C2_07 | Đỗ Thị Minh Hồng       | Lớp 10 Hóa 1, Trường THPT chuyên Nguyễn Huệ, TP. Hà Nội | Ba           |
| 6    | C2       | TSTD            | CK23C2_20 | Bùi Thanh Quang        | Lớp 11A7, Trường THPT Hoàng Văn Thụ, TP. Hà Nội         | Ba           |
| 7    | C2       | Đồng Nai        | CK23C2_15 | Lê Phạm Thành Nhân     | Lớp 11A1, Trường THPT Dầu Giây, tỉnh Đồng Nai           | Ba           |
| 8    | C2       | TSTD            | CK23C2_21 | Phạm Thanh Sang        | Lớp 10A4, Trường THPT Nguyễn Hữu Thọ, tỉnh Long An      | Ba           |
| 9    | C2       | TSTD            | CK23C2_10 | Nguyễn Tuấn Khôi       | Lớp 11A6, Trường THPT Ngọc Tảo, TP. Hà Nội              | Ba           |
| 10   | C2       | Hà Nội          | CK23C2_05 | Hoàng Lâm Trí Dũng     | Lớp 10A3, Trường THPT Tây Hồ, TP. Hà Nội                | Khuyến khích |
| 11   | C2       | Thanh Hóa       | CK23C2_04 | Chung Văn Duy          | Lớp 11A1, Trường THPT Hậu Lộc 2, tỉnh Thanh Hóa         | Khuyến khích |
| 12   | C2       | Hà Nội          | CK23C2_23 | Hoàng Quốc Việt        | Lớp 11A1, Trường THPT Mê Linh, TP. Hà Nội               | Khuyến khích |
| 13   | C2       | Đà Nẵng         | CK23C2_13 | Nguyễn Hữu Đặng Nguyên | Lớp 12/2, Trường THPT Hoàng Hoa Thám, TP. Đà Nẵng       | Khuyến khích |
| 14   | C2       | TSTD            | CK23C2_02 | Đoàn Lê Gia Bảo        | Lớp 12/1, Trường THPT Huỳnh Ngọc Huệ, tỉnh Quảng Nam    | Khuyến khích |
| 15   | C2       | Bình Dương      | CK23C2_19 | Đỗ Pirlo               | Lớp 10A11, Trường THPT Trịnh Hoài Đức, tỉnh Bình Dương  | Khuyến khích |
| 16   | C2       | TP. Hồ Chí Minh | CK23C2_24 | Võ Quang Vũ            | Lớp 11B5, Trường THPT Trần Phú, TP. Hồ Chí Minh         | Khuyến khích |
| 17   | C2       | Bình Dương      | CK23C2_14 | Phạm Phúc Nguyên       | Lớp 11A1, Trường THPT Trần Văn Ơn, tỉnh Bình Dương      | Khuyến khích |
| 18   | C2       | Bình Dương      | CK23C2_06 | Vương Nhật Hào         | Lớp 11A1, Trường THPT Trần Văn Ơn, tỉnh Bình Dương      | Khuyến khích |
| 19   | C2       | TSTD            | CK23C2_16 | Nguyễn Huy Nhật        | Lớp 11A1, Trường PTDTNT THPT Số 2 Nghệ An, tỉnh Nghệ An | Khuyến khích |

| Hạng | Bảng thi | Tỉnh/TP   | SBD       | Họ và tên        | Lớp, trường                                      | Giải         |
| 20   | C2       | Đồng Tháp | CK23C2_01 | Phan Trung Bạc   | Lớp 10A7, Trường THPT Chu Văn An, tỉnh Đồng Tháp | Khuyến khích |
| 21   | C2       | Hưng Yên  | CK23C2_18 | Hoàng Hải Phong  | Lớp 11A, Trường THPT Khoái Châu, tỉnh Hưng Yên   | Khuyến khích |
| 22   | C2       | Bình Định | CK23C2_08 | Nguyễn Gia Hưng  | Lớp 10A1, Trường THPT Tây Sơn, tỉnh Bình Định    | Khuyến khích |
| 23   | C2       | Nghệ An   | CK23C2_09 | Ngô Vũ Đình Khoa | Lớp 10A1, Trường THPT Yên Thành 2, tỉnh Nghệ An  | Khuyến khích |
| 24   | C2       | Gia Lai   | CK23C2_12 | Lê Quang Minh    | Lớp 11A1, Trường THPT Chi Lăng, tỉnh Gia Lai     | Khuyến khích |

Danh sách trên gồm 24 thí sinh./.
Bảng D2 – Sản phẩm Sáng tạo khối Trung học cơ sở
| STT | Bảng thi | Tỉnh/TP    | SBD       | Họ và tên thí sinh 1 | Lớp, trường 1                                                         | Họ và tên thí sinh 2 | Lớp, trường 2                                                         | Giải |
| 1   | D2       | Bình Thuận | CK23D2_02 | Kiều Quang Huy       | Lớp 8A5, Trường THCS Hùng Vương, TP. Phan Thiết, tỉnh Bình Thuận      |                      |                                                                       | Nhì  |
| 2   | D2       | TSTD       | CK23D2_07 | Nguyễn Hoàng Phú     | Lớp 8C4, Trường THCS Mạo Khê I, thành phố Đông Triều, tỉnh Quảng Ninh | Phùng Khôi Nguyên    | Lớp 8C3, Trường THCS Mạo Khê I, thành phố Đông Triều, tỉnh Quảng Ninh | Nhì  |
| 3   | D2       | TSTD       | CK23D2_04 | Tô An Kỳ             | Lớp 7 Vương, quận Hoàn Kiếm, Hà Nội H, Trường THCS Trưng              |                      |                                                                       | Ba   |
| 4   | D2       | Đà Nẵng    | CK23D2_05 | Phạm Trần Kim Ngọc   | Lớp 9/1, THCS Trần Qúy Cáp, quận Cẩm Lệ, TP. Đà Nẵng                  | Trần Lê Phương Thúy  | Lớp 9/1, THCS Trần Qúy Cáp, quận Cẩm Lệ, TP. Đà Nẵng                  | Ba   |

| STT | Bảng thi | Tỉnh/TP  | SBD       | Họ và tên thí sinh 1   | Lớp, trường 1                                                        | Họ và tên thí sinh 2   | Lớp, trường 2                                                       | Giải         |
| 5   | D2       | Hà Nội   | CK23D2_10 | Nguyễn Hoàng Anh Tuấn  | Lớp 8A5, Trường THCS Thanh Am, quận Long Biên, TP. Hà Nội            | Nguyễn Nam Khánh       | Lớp 8A5, Trường THCS Thanh Am, quận Long Biên, TP. Hà Nội           | Ba           |
| 6   | D2       | Hà Nội   | CK23D2_14 | Hoàng Gia Bảo          | Lớp 7A11, Trường THCS Nguyễn Trường Tộ, quận Đống Đa, TP. Hà Nội     | Nguyễn Thế An Khang    | Lớp 7A11, Trường THCS Nguyễn Trường Tộ, quận Đống Đa, TP. Hà Nội    | Ba           |
| 7   | D2       | Hà Nội   | CK23D2_15 | Trịnh Minh Đăng        | Lớp 8A4, Trường THCS Chu Văn An, quận Long Biên, TP. Hà Nội          | Phạm Hoàng Anh         | Lớp 8A4, Trường THCS Chu Văn An, quận Long Biên, TP. Hà Nội         | Ba           |
| 8   | D2       | TSTD     | CK23D2_01 | Nguyễn Hải Đăng        | Lớp 8L5, Trường Tiểu học, THCS và THPT Việt Úc, TP. Hồ Chí Minh      | Nguyễn Hoàng Nam Khánh | Lớp 8, Trường quốc tế Anh BIS, TP. Hồ Chí Minh                      | Khuyến khích |
| 9   | D2       | Đà Nẵng  | CK23D2_03 | Nguyễn Tấn Tài         | Lớp 8/1, Trường THCS Huỳnh Bá Chánh, quận Ngũ Hành Sơn, TP. Đà Nẵng  | Nguyễn Vũ Huyền        | Lớp 8/1, Trường THCS Huỳnh Bá Chánh, quận Ngũ Hành Sơn, TP. Đà Nẵng | Khuyến khích |
| 10  | D2       | Lạng Sơn | CK23D2_06 | Nguyễn Huy Hoàng       | Lớp 8A, Trường THCS thị trấn Hữu Lũng, huyện Hữu Lũng, tỉnh Lạng Sơn |                        |                                                                     | Khuyến khích |
| 11  | D2       | TSTD     | CK23D2_08 | Vũ Trí Việt            | Lớp 7/1, Trường THCS Nguyễn Du, quận 1, TP. Hồ Chí Minh              | Vũ Đăng Khoa           | Lớp 6/1, Trường THCS Nguyễn Du, quận 1, TP. Hồ Chí Minh             | Khuyến khích |
| 12  | D2       | Hà Nam   | CK23D2_09 | Phạm Hoàng Hiệp        | Lớp 8E, Trường THCS Lê Hồng Phong, TP. Phủ Lý, Hà Nam                | Trần Đình Đông         | Lớp 8G, T Phong, TP. Phủ Lý, Hà Nam rường THCS Lê Hồng              | Khuyến khích |
| 13  | D2       | Bạc Liêu | CK23D2_11 | Tăng Nguyễn Trọng Nhân | Lớp 8C, Trường THCS Lê Hồng Phong, huyện Đông Hải, tỉnh Bạc Liêu     | Quách Thái Hưng        | Lớp 8C, Trường THCS Lê Hồng Phong, huyện Đông Hải, tỉnh Bạc Liêu    | Khuyến khích |
| 14  | D2       | Bến Tre  | CK23D2_12 | Đặng Trọng Anh         | Lớp 7/1, Trường THCS Tân Thạch, huyện Châu Thành, tỉnh Bến Tre       | Nguyễn Dương Trọng An  | Lớp 9/8, Trường THCS Tân Thạch, huyện Châu Thành, tỉnh Bến Tre      | Khuyến khích |

| STT | Bảng thi | Tỉnh/TP  | SBD       | Họ và tên thí sinh 1 | Lớp, trường 1                                                  | Họ và tên thí sinh 2 | Lớp, trường 2                                                  | Giải         |
| 15  | D2       | Đồng Nai | CK23D2_13 | Nguyễn Hữu Phước     | Lớp 8/3, Trường THCS Tân Hiệp, huyện Long Thành, tỉnh Đồng Nai | Trần Ngọc Quế Châu   | Lớp 9/1, Trường THCS Tân Hiệp, huyện Long Thành, tỉnh Đồng Nai | Khuyến khích |

Danh sách trên gồm 15 sản phẩm./.
Bảng D3 – Sản phẩm sáng tạo khối Trung học phổ thông
| STT | Bảng thi | Tỉnh/TP         | SBD       | Họ và tên thí sinh 1  | Lớp, trường 1                                                        | Họ và tên thí sinh 2 | Lớp, trường 2                                                        | Giải |
| 1   | D3       | TP. Hồ Chí Minh | CK23D3_10 | Nguyễn Minh Nhật Huy  | Lớp 12CTin, Trường THPT Chuyên Lê Hồng Phong, TP. Hồ Chí Minh        |                      |                                                                      | Nhất |
| 2   | D3       | Đồng Nai        | CK23D3_03 | Phạm Công Khánh       | Lớp 11B9, Trường THPT Long Khánh, TP. Long Khánh, tỉnh Đồng Nai      | Phạm Duy Hưng        | Lớp 11B4, Trường THPT Long Khánh, TP. Long Khánh, tỉnh Đồng Nai      | Nhì  |
| 3   | D3       | Quảng Ninh      | CK23D3_06 | Nguyễn Đức Quang Minh | Lớp 11B5, THPT Hoàng Quốc Việt, tỉnh Quảng Ninh                      | Vũ Mạnh Hùng         | Lớp 10A7, THPT Hoàng Quốc Việt, tỉnh Quảng Ninh                      | Nhì  |
| 4   | D3       | TP. Hồ Chí Minh | CK23D3_09 | Hương Đạt Huy         | Lớp 12A14, Trường THPT Trần Phú, TP. Hồ Chí Minh                     |                      |                                                                      | Nhì  |
| 5   | D3       | Hà Nội          | CK23D3_02 | Lê Đàm Quân           | Lớp 12A2 Trường THPT Nguyễn Siêu, TP. Hà Nội                         |                      |                                                                      | Ba   |
| 6   | D3       | Đà Nẵng         | CK23D3_15 | Nguyễn Trâm Anh       | Lớp 11/1, Trường TH, THCS, THPT Sky-Line, quận Hải Châu, TP. Đà Nẵng | Nguyễn Nguyên Trung  | Lớp 10GAC Trường TH, THCS, THPT Sky-Line, quận Hải Châu, TP. Đà Nẵng | Ba   |

12
| STT | Bảng thi | Tỉnh/TP         | SBD       | Họ và tên thí sinh 1  | Lớp, trường 1                                                            | Họ và tên thí sinh 2 | Lớp, trường 2                                                     | Giải         |
| 7   | D3       | TSTD            | CK23D3_01 | Nguyễn Ngọc Mai Khanh | Lớp 10/9, Trường THPT Sơn Trà, quận Sơn Trà, TP. Đà Nẵng                 | Nguyễn Văn Quốc      | Lớp 11A1, Trường THPT Chuyên Lê Quý Đôn, TP. Đà Nẵng              | Khuyến khích |
| 8   | D3       | TP. Hồ Chí Minh | CK23D3_04 | Ngô Đình Gia Bảo      | Lớp 11KC3, Trường Phổ thông Năng khiếu, Đại học Quốc gia TP. Hồ Chí Minh |                      |                                                                   | Khuyến khích |
| 9   | D3       | Đà Nẵng         | CK23D3_05 | Nguyễn Khải Hoàn      | Lớp 11A1, Trường THPT Chuyên Lê Quý Đôn, TP. Đà Nẵng                     | Nguyễn Thành Bảo     | Lớp 11A1, Trường THPT Chuyên Lê Quý Đôn, TP. Đà Nẵng              | Khuyến khích |
| 10  | D3       | An Giang        | CK23D3_07 | Bùi Hải Dương         | Lớp 12A8, THPT Trần Văn Thành, tỉnh An Giang                             |                      |                                                                   | Khuyến khích |
| 11  | D3       | Gia Lai         | CK23D3_08 | Nguyễn Đức Danh       | Lớp 11A1, Trường THPT Lương Thế Vinh, huyện Kbang, tỉnh Gia Lai          | Trần Thị Thùy Dung   | Lớp 11A1, Trường THPT Lương Thế Vinh, huyện Kbang, tỉnh Gia Lai   | Khuyến khích |
| 12  | D3       | Trà Vinh        | CK23D3_11 | Thạch Via Sa Na       | Lớp 12D, Trường Phổ thông DTNT THPT tỉnh Trà Vinh                        | Tống Uyển Nam        | Lớp 11A, Trường Phổ thông DTNT THPT tỉnh Trà Vinh                 | Khuyến khích |
| 13  | D3       | Hà Nội          | CK23D3_13 | Nguyễn Việt Hoàn      | Lớp 11 Tin Trường THPT chuyên Nguyễn Huệ, TP. Hà Nội                     | Bùi Lê Minh          | Lớp 11 Tin Trường THPT chuyên Nguyễn Huệ, TP. Hà Nội              | Khuyến khích |
| 14  | D3       | Đồng Nai        | CK23D3_14 | Vũ Hoàng Tuệ Anh      | Lớp 11A4, Trường THPT Long Thành, huyện Long Thành, tỉnh Đồng Nai        | Nguyễn Ngọc Anh Thư  | Lớp 11A4, Trường THPT Long Thành, huyện Long Thành, tỉnh Đồng Nai | Khuyến khích |

Danh sách trên gồm 14 đội thi./.